# 渡辺和則
渡辺和則（わたなべ かずのり、1951年5月3日 - ）は、日本の経済学者。二松學舍大学国際政治経済学部教授。第14代二松學舍大学学長・二松学舎常任理事を務める。
岐阜県に生まれる。東京国際大学商学部卒業後、早稲田大学大学院経済学研究科にて修士号（経済学）。千葉大学大学院社会文化科学研究科にて博士号取得(経済学)。専門はマクロ経済学

## 著書
- 『金融と所得分配』（編著、日本経済評論社、2011年）
- 『投資資金調達と経済変動』（単著、多賀出版、2003年）
- 『現代政治経済学テキスト』(共著、中央経済社、1997年)
- 『エレメンタルマクロ経済学』（共著、英創社、1996年）
- 『エレメンタル近代経済学』（共著、英創社、1994年）
- 『近代経済学』（共著、八千代出版、1993年）

## 翻訳
- C．ロジャーズ『貨幣・利子および資本‐貨幣的経済理論入門』（日本経済評論社、2004 年）

## 論文
- 「企業のバランスシート調整と投資の決定」（単著、『国際政経』、16号、2011年）
- 「信用と経済の不安定性」（単著、『国際政経論集』、第14号、2008年）
- 「政府の予算制約を含むミンスキークライシス・モデルにおける財政金融政策の効果」（単著、『国際政経論集』、第9号、2001年）
- 「金融不安定性の分析」（博士論文、千葉大学大学院社会文化科学研究科、2000年）
- 「中央銀行の行動に関する金融不安定性モデル」（単著、『国際政経』、第5号、1999年）
- 「銀行のバランス・シート調整と経済変動」（単著、『国際政経』、第4号、1998年）
- 「銀行の自己資本の変動と経済の不安定性」（単著、『国際政経論集』、第7号、1998年）
- 「情報の非対称性と投資資金調達」(単著、『金融脆弱性と不安定性』、日本経済評論社、 1995年)
- 「貨幣の内生的供給メカニズムを含む競争的価格調整部門と独占的数量調整部門の2部門 モデル」(単著、『伊達邦春教授古稀記念論文集・経済学の諸問題：理論、分析と思想』、 八千代出版、1992年)
- 「情報の非対称性と企業行動」(単著、『均衡と不均衡-新古典派経済理論の批判、反省、深化』、早稲田大学現代政治経済研究所、1992年)
- 「金融的不安定性の動学的モデル」(単著、『経済動態と市場理論的基礎』、日本経済評論社、1992年)